# Фрідріх Саксен-Майнінгенський
Фрідріх Йоганн Бернхард Германн Генріх Моріц Саксен-Майнінгенський (нім. Friedrich Johann Bernhard Hermann Heinrich Moritz von Sachsen-Meiningen), ( 12 жовтня 1861 — 23 серпня 1914) — принц Саксен-Майнінгенський з Ернестинської лінії Веттінів, син герцога Саксен-Майнінгену Георга II та принцеси Феодори Гогенлое-Лангенбурзької.
Генерал-лейтенант прусської армії (18 лютого 1913). Від 2 серпня 1914 року очолював 39-та резервну піхотну бригаду. За три тижні загинув поблизу Тарсьєнна від розриву гранати. Став першим прусським генералом, що загинув у Першій світовій війні.
Двоє з його синів згодом стали титулярними герцогами Саксен-Майнінгена.

## Біографія
Фрідріх з'явився на світ 12 жовтня 1861 року у Майнінгені. Був другим сином та другою дитиною в родині спадкоємного принца Саксен-Майнінгену Георга та його другої дружини Феодори Гогенлое-Лангенбурзької. Мав рідного старшого брата Ернста та єдинокровних брата Бернхарда та сестру Марію Єлизавету від першого шлюбу батька. Молодший брат Віктор прожив всього три дні. Правлячим герцогом Саксен-Майнінгену в той час був їхній дід Бернхард II. У вересні 1866 році, після його зречення, батько очолив Саксен-Майнінген.
Мешкало сімейство в замку Елізабетхенбург у Майнінгені. Літньою резиденцією був замок Альтенштайн у Тюринзькому лісі. Інколи відпочивали віллі Карлотта на озері Комо.
Матір померла від скарлатини, коли Фрідріху було десять років. Батько наступного року узяв морганатичний шлюб з акторкою Еллен Франц.
До 1880 року його освітою займався німецький педагог Генріх фон Еґелінґ. Продовжив навчання Фрідріх у Боннському університеті, при цьому відмовившись від супроводження ад'ютанта, коня та карети. Був членом студентського братства «Боруссія», однак у його справах активної участі не брав, зосередившись на навчанні. Ледь не травмувався на заняттях, коли в хімічній лабораторії під час експерименту вибухнула реторта.
Ще у січні 1878 року принц отримав чин другого лейтенанту 6-го Тюринзького піхотного полку № 95, а у жовтні 1881 року став другим лейтенантом польового артилерійського полку № 15 у Страсбурзі. По закінченню навчання поновив свою військову службу й у жовтні 1887 року став першим лейтенантом Першого гвардійського польового артилерійського полку.
У віці 27 років одружився з 18-річною графинею Адельгейдою цур Ліппе-Бістрефельд. Весілля відбулося 24 квітня 1889 у Нойдорфі. У подружжя народилося шестеро дітей.
1 вересня 1889 року Фрідріх отримав призначення у Королівський уланський полк № 13. Від 1 жовтня 1890 року його було переведено до Гессенського польового артилерійського полку № 11. Там за кілька місяців він став капітаном та командиром Другої кінної артилерійської батареї. 17 жовтня 1893 року повернувся до 6-го Тюринзького піхотного полку № 95. З лютого по травень 1897 року працював у Генеральному штабі. Став майором, а згодом — командиром підрозділу 2-го Рейнського польового артилерійського полку № 23. Потім командував Бергішським польовим артилерійським полком № 59. 16 лютого 1902 року став командиром 5-го Баденського польового артилерійського полку № 76. 19 грудня 1907 року був призначений командуючим 20-ю польовою артилерійською бригадою в Ганновері.
20 січня 1913 року вийшов у відставку зі встановленою пенсією у статусі à la suite у складі 5-го Баденського польового артилерійського полку № 76. Також продовжував залишатися у складі 6-го Тюринзького піхотного полку № 95. 18 лютого 1913 року отримав чин генерал-лейтенанта.
У червні 1914 року його батько помер, і старший брат Бернхард став правлячим герцогом Саксен-Майнінгену. Майже відразу після цього почалася Перша світова війна. Фрідріх був знову покликаний до лав армії та від 2 серпня 1914 року отримав командування над 39-ю резервною піхотною бригадою.
За три тижні він загинув у Бельгії в битві при Шарлеруа від розриву гранати. 25 серпня його загибель була офіційно підтверджена. Поховали принца на парковому цвинтарі Майнінгена. На військовому цвинтарі Тарсьєнна встановлено меморіальний камінь на честь Фрідріха.
Його середній син Ернст загинув за кілька днів до нього у Франції. Старший був важко поранений, але зрештою одужав.

## Родина

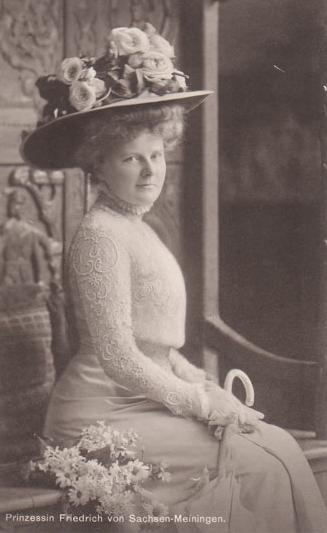
Світлина дружини

Дружина —  Адельгейда Ліппе-Бістрефельд
Діти:
- Феодора (1890—1972) — дружина великого герцога Саксен-Веймар-Айзенаху Вільгельма Ернста, мала четверо дітей;
- Адельгейда (1891—1971) — дружина принца Адальберта Прусського, мала трьох дітей;
- Георг (1892—1946) — титулярний герцог Саксен-Майнінгена у 1941—1946 роках, був одруженим із графинею Кларою Марією фон Корфф Шміссінг-Керссенброк, мав четверо дітей;
- Ернст (1895—1914) — одруженим не був, дітей не мав;
- Луїза (1899—1985) — дружина барона Ґеца фон Вагенхайма, мала сина та доньку;
- Бернхард (1901—1984) — титулярний герцог Саксен-Майнінгена у 1946—1984 роках, був двічі одруженим, мав п'ятеро дітей.

## Нагороди

### Велике герцогство Баденське
- Орден Церінгенського лева, великий хрест (1903)
- Орден Вірності (Баден) (1908)
- Орден Бертольда I (1908)

### Прусське королівство
- Орден Червоного орла 1-го класу
- Хрест «За вислугу років» (Пруссія)

### Інші країни
- Орден дому Саксен-Ернестіне, великий хрест (1879)
- Орден Білого Сокола, великий хрест (Велике герцогство Саксен-Веймар-Айзенаське; 1885)
- Орден Генріха Лева, великий хрест (Брауншвейзьке герцогство; 1895)
- Орден Леопольда (Австрія), великий хрест (Австро-Угорщина; 1895)
- Орден Рутової корони (Саксонське королівство)
- Орден Святого Олександра Невського (Російська імперія)

## Вшанування
- На честь принца названа вулиця Фрідріха (нім. Friedrichstraße) у Майнінгені.